# Google AdMob
AdMob est une société de publicité sur téléphone mobile, fondée en 2006 et appartenant depuis 2009 à Google.

## Histoire
AdMob est créée en 2006 par Omar Hamoui et est basée à San Mateo, en Californie. Google la rachète en novembre 2009 pour 750 millions de dollars, l'acquisition s'étant terminée le 27 mai 2010. Apple s'est aussi intéressée à l'acquisition d'AdMob à la même période, mais n'a pas proposé autant que Google. Avant d'être rachetée par Google, AdMob a acquis AdWhirl (anciennement Adrollp), plateforme de développement publicitaire sur application iPhone.

## Fonctionnement
AdMob est l'une des plus importantes plateformes de développement publicitaire et revendique 7,1 milliards de bannières et de textes publicitaires sur appareil mobile par mois.